# Carlo Filippo Vasa
Karl Filip (Tallin, 22 aprile 1601 – Narva, 25 gennaio 1622) è stato un duca svedese.

## Nascita
Karl Filip nacque il 22  aprile 1601 a Reval, (oggi Tallinn, Estonia) come figlio minore del re Karl IX e di Christine von Holstein-Gottorf. Dopo la morte del padre nel 1611, ereditó i ducati di Södermanland, Närke e Värmland ma poiché era ancora minorenne, il governo dei territori fu affidato a sua madre.

## Trono di Russia

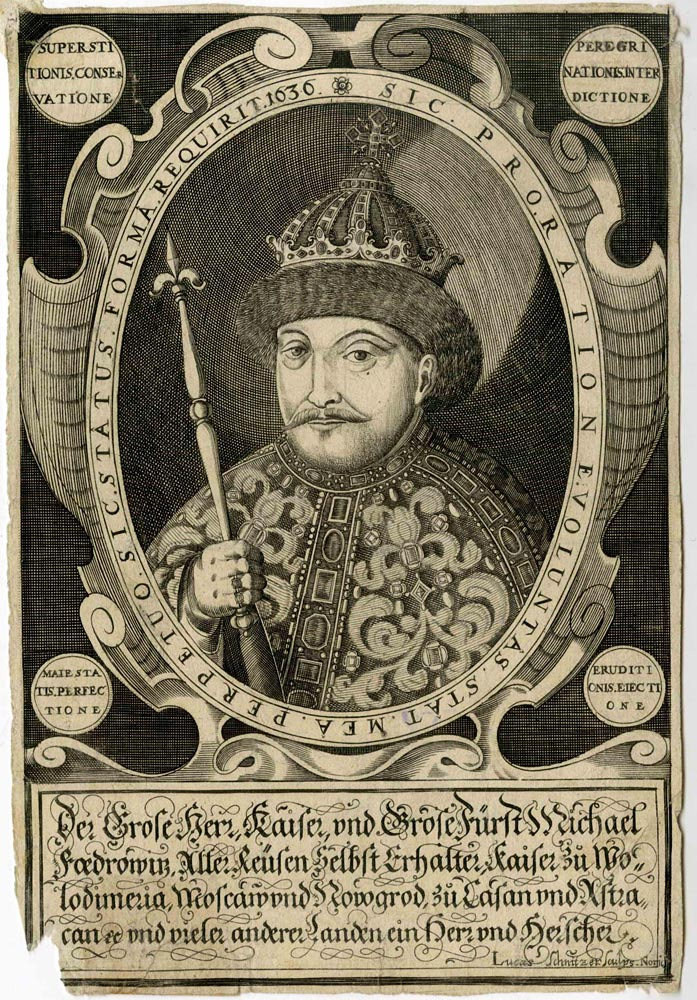

Karl Filip fu candidato al trono zarista di Russia durante il cosiddetto “Periodo dei Torbidi” (1612–1613), su richiesta della città di Novgorod, allora sotto occupazione svedese. Tuttavia, la madre si oppose alla proposta, ritenendolo troppo giovane. Alla fine, il trono fu assegnato a Mikhail I nel 1613.

## Carriera militare
Tra il 1617 e il 1618 compì un viaggio di studi e formazione attraverso Danimarca, Germania e Francia, secondo l’usanza destinata ai rampolli delle grandi casate.
Nel 1621 partecipò alla campagna militare condotta da suo fratello Gustaf II Adolf nel Baltico. Riga fu posta sotto assedio nell’estate del 1621 e capitolò nel mese di settembre.

## Matrimonio
Nel 1620, Karl Filip sposò in segreto Elisabet Ribbing, dama di corte della regina madre Christine. Il matrimonio non era approvato dalla famiglia reale e avvenne senza cerimonia pubblica, motivo per cui fu considerato morganatico, cioè tra persone di rango diverso.
Dalla loro unione nacque, dopo la morte del principe, una figlia: 
* Elisabet Carlsdotter Gyllenhielm (1622–1682), che fu legittimata e ricevette il cognome Gyllenhielm, tradizionalmente attribuito ai figli naturali o non dinastici della casa reale svedese.

## Omaggio
Tra le testimonianze a lui dedicate, la più significativa è la città di Filipstad, fondata nel 1611 è intitolata a Karl Filip.

## Sepoltura
Karl Filip spirò il 25 gennaio 1622 a soli vent’anni, nella città di Narva (oggi in Estonia), durante una campagna militare nel contesto della guerra contro la Confederazione polacco-lituana. Secondo le fonti, fu colpito da una febbre improvvisa dopo l’assedio di Riga.

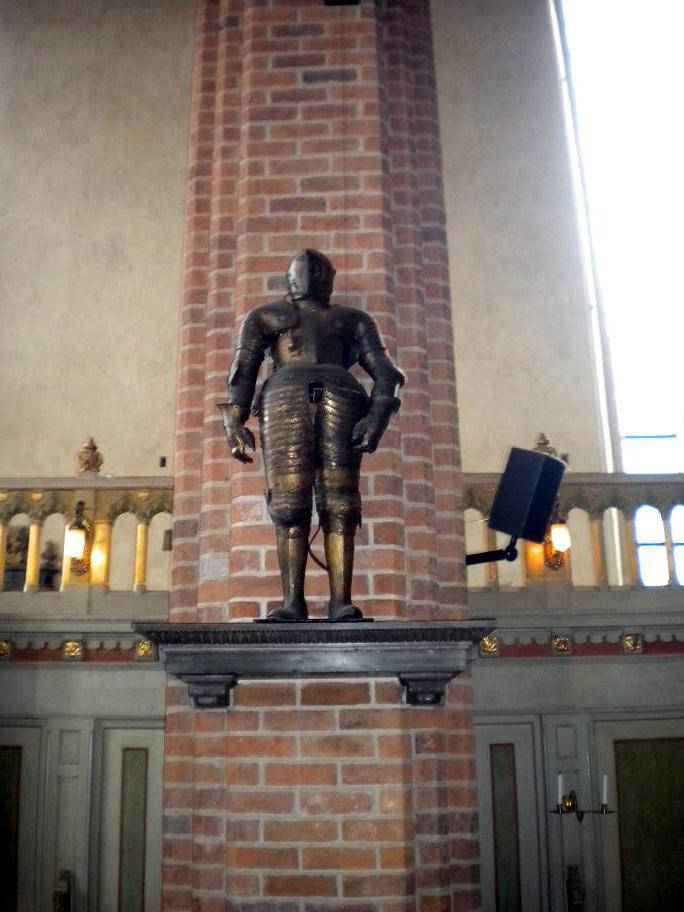

Fu sepolto con tutti gli onori nella Chiesa di Riddarholmen a Stoccolma, luogo di sepoltura tradizionale dei reali svedesi.

## Albero genealogico
|                                |            |                                   | Genitori                          |  |  | Nonni |  |  | Bisnonni            |  |  | Trisnonni                |  |
|                                |            |                                   |                                   |  |  |       |  |  | Erik Johansson Vasa |  |  | Johan Kristiernsson Vasa |  |
|                                |            |                                   |                                   |  |  |       |  |  | Erik Johansson Vasa |  |  | Johan Kristiernsson Vasa |  |
|                                |            | Birgitta Gustafsdotter Sture      |                                   |  |  |       |  |  | Erik Johansson Vasa |  |  |                          |  |
| Gustaf I                       |            |                                   |                                   |  |  |       |  |  | Erik Johansson Vasa |  |  |                          |  |
|                                |            | Cecilia Månsdotter Eka            | Måns Karlsson Eka                 |  |  |       |  |  |                     |  |  |                          |  |
|                                |            | Cecilia Månsdotter Eka            | Måns Karlsson Eka                 |  |  |       |  |  |                     |  |  |                          |  |
|                                |            | Cecilia Månsdotter Eka            | Sigrid Eskilsdotter Banér         |  |  |       |  |  |                     |  |  |                          |  |
| Karl IX                        |            | Cecilia Månsdotter Eka            |                                   |  |  |       |  |  |                     |  |  |                          |  |
|                                |            | Erik Abrahamsson Leijonhufvud     | Abraham Kristiernsson Leijonhuvud |  |  |       |  |  |                     |  |  |                          |  |
|                                |            | Erik Abrahamsson Leijonhufvud     | Abraham Kristiernsson Leijonhuvud |  |  |       |  |  |                     |  |  |                          |  |
|                                |            | Erik Abrahamsson Leijonhufvud     | Birgitta Månsdotter Natt och Dag  |  |  |       |  |  |                     |  |  |                          |  |
| Margherita Leijonhufvud        |            | Erik Abrahamsson Leijonhufvud     |                                   |  |  |       |  |  |                     |  |  |                          |  |
|                                |            | Ebba Eriksdotter Vasa             | Erik Karlsson Vasa                |  |  |       |  |  |                     |  |  |                          |  |
|                                |            | Ebba Eriksdotter Vasa             | Erik Karlsson Vasa                |  |  |       |  |  |                     |  |  |                          |  |
|                                |            | Ebba Eriksdotter Vasa             | Anna Karlsdotter Vinstorpa        |  |  |       |  |  |                     |  |  |                          |  |
| Karl Filip                     |            | Ebba Eriksdotter Vasa             |                                   |  |  |       |  |  |                     |  |  |                          |  |
|                                | Frederik I | Christian I                       |                                   |  |  |       |  |  |                     |  |  |                          |  |
|                                | Frederik I | Christian I                       |                                   |  |  |       |  |  |                     |  |  |                          |  |
|                                | Frederik I | Dorothea von Brandenburg-Kulmbach |                                   |  |  |       |  |  |                     |  |  |                          |  |
| Adolf I. (Holstein-Gottorf)    | Frederik I |                                   |                                   |  |  |       |  |  |                     |  |  |                          |  |
|                                |            | Sophia von Pommern                | Bogislaw X.                       |  |  |       |  |  |                     |  |  |                          |  |
|                                |            | Sophia von Pommern                | Bogislaw X.                       |  |  |       |  |  |                     |  |  |                          |  |
|                                |            | Sophia von Pommern                | Anna Jagellona                    |  |  |       |  |  |                     |  |  |                          |  |
| Christine von Holstein-Gottorf |            | Sophia von Pommern                |                                   |  |  |       |  |  |                     |  |  |                          |  |
|                                |            | Philip I. (Hesse)                 | Wilhelm II. (Hesse)               |  |  |       |  |  |                     |  |  |                          |  |
|                                |            | Philip I. (Hesse)                 | Wilhelm II. (Hesse)               |  |  |       |  |  |                     |  |  |                          |  |
|                                |            | Philip I. (Hesse)                 | Anne von Mecklenburg              |  |  |       |  |  |                     |  |  |                          |  |
| Christine von Hesse            |            | Philip I. (Hesse)                 |                                   |  |  |       |  |  |                     |  |  |                          |  |
|                                |            | Christine von Sachsen             | Georg der Bärtige                 |  |  |       |  |  |                     |  |  |                          |  |
|                                |            | Christine von Sachsen             | Georg der Bärtige                 |  |  |       |  |  |                     |  |  |                          |  |
|                                |            | Christine von Sachsen             | Barbara Jagellona                 |  |  |       |  |  |                     |  |  |                          |  |
|                                |            | Christine von Sachsen             |                                   |  |  |       |  |  |                     |  |  |                          |  |